# Deutsche Lufthansa
Deutsche Lufthansa foi uma empresa fundada em 1955, com o término das operações em 1963. A empresa era sediada em Berlim Oriental, na Alemanha.